# The Face of Battle
The Face of Battle, publicado en español como El rostro de la batalla, es un libro de no ficción de 1976 sobre historia militar escrito por el historiador militar inglés John Keegan. Trata en primer lugar de la estructura de la escritura histórica sobre batallas, fortalezas y debilidades de la «pieza de batalla», y luego de la estructura de la guerra en tres períodos de tiempo: la Europa medieval, la era napoleónica y la Primera Guerra Mundial, analizando tres batallas: Agincourt, Waterloo y el Somme, todas los cuales involucraron a soldados ingleses y ocurrieron aproximadamente en la misma área geográfica.
Cuando se publicó, el trabajo fue innovador. No examina las batallas solo desde el punto de vista de los generales ni se limita a acumular citas de soldados ordinarios. En cambio, se centra en la mecánica práctica de la batalla y examina críticamente los mitos populares sobre la guerra. Por ejemplo, Keegan cuestiona la efectividad de las cargas de caballería en la Edad Media. En Agincourt, los arqueros con armadura ligera clavaron estacas en el suelo para obstaculizar a los caballos, mientras que la infantería pesada que se mantuvo firme tenía poco que temer de la caballería. Centrándose en la mecánica de la batalla, Keegan analiza el espacio entre tropas, la eficacia de las armas y las formaciones, y otras medidas de importancia táctica. También examina la experiencia del soldado individual de la época.
El libro fue publicado originalmente en el Reino Unido por Jonathan Cape y en los Estados Unidos por Viking Press. Viking publicó una nueva edición en 1988 titulada The Illustrated Face of Battle, con mapas, diagramas, pinturas y fotografías adicionales. La Folio Society publicó una edición en 2009.